# Lollipop (песня Big Bang и 2NE1)
«Lollipop» — песня, исполненная Корейскими поп-группами Big Bang и 2NE1, ставшая дебютом на музыкальной сцене Кореи для последних. Изначально песня была создана для рекламной кампании мобильного телефона LG Cyon.

## Информация о песне
Текст песни включает в себя фрагменты из одноимённого хита 1958 года Джулиуса Диксона и Беверли Росс. «Lollipop» смогла возглавить хит-парады онлайн-порталов и изданий Кореи, на 1 строчке хит-парада M.Net она продержалась 4 недели.
Хоть 2NE1 впервые узнали именно благодаря «Lollipop», песня не стала официальным дебютом и их дебютным синглом, поскольку это был рекламный трек. Официальным же дебютом считается сингл «Fire». Долгое время на музыкальных порталах шли диспуты о том, смогла бы группа продержаться на сцене, если бы не начала с дуэта с уже успешными и популярными Big Bang. Песня стала самой продаваемой в апреле 2009 года в Корее, что позволило ей стать песней месяца в Gaon Chart.
Премьера видеоклипа «Lollipop» состоялась 28 марта 2009 года. Режиссёром стал Хён Юн Сын. Позже оригинальная версия клипа была изменена ради рекламных целей, в видео были добавлены сцены с телефонами LG Cyon.